# Manifestaciones y modalidades del teatro en el siglo XX
El siglo XX fue el tercer gran momento en la historia del teatro, en el que se ensayaron diversas modalidades. Fue un momento de grandes transformaciones donde gracias a la labor de muchas personalidades se fue renovando el teatro en todas sus dimensiones, desde el texto escrito, sus elementos, su estructura, a las particularidades de la puesta en escena, las actuaciones y todos los elementos que entran en juego a la hora de representar una obra. Algunas de estas modalidades fueron  el teatro simbolista, el poético, el neorrealista, el político, el libre, teatro del absurdo, teatro del arte, el experimental y el teatro independiente.

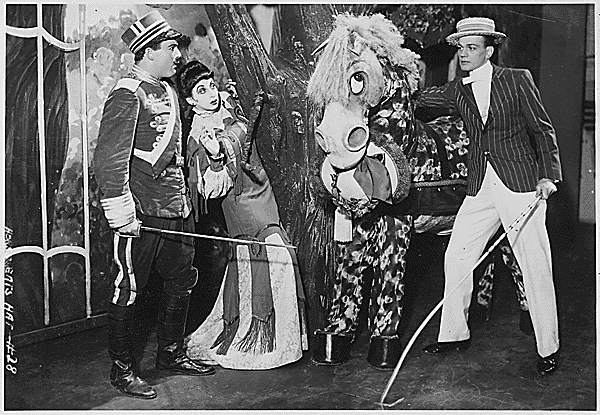
Joseph Cotten in Horse Eats Hat

## Neorrealismo
dddv 

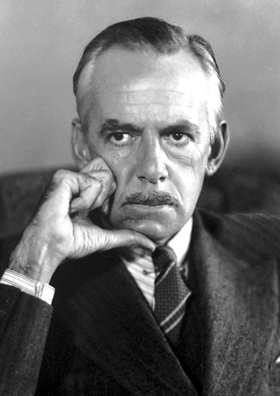
Eugene O'Neill 1936

vgvf El Neorrealismo es la pervivencia del realismo (siglo XIX), en el teatro del siglo XX, con algunas variantes en sus principios básicos. En el realismo de fines del siglo XIX se trabajaba en un difícil equilibrio entre la presentación objetiva de la realidad y la crítica social. La contradicción entre estas dos aspiraciones llevó a que se fuera perdiendo la primera y acentuando la segunda. El nuevo drama se aparta del “realismo” y se orienta hacia la crítica de la conducta individual y de la sociedad, de la masificación, del absurdo de nuestro mundo. El realismo o Neorrealismo que subsiste se enfoca más hacia la crítica social y se preocupa menos de la verosimilitud de lo que plantea.
El Neorrealismo se identifica también con la escuela norteamericana, en la que se ubica Eugene O'Neill. O´Neill continúa, con variantes, la línea realista de las últimas décadas del siglo XIX. Sus temas, personajes, situaciones y estilo se apoyan en la realidad externa o la reconstruyen. Presenta un realismo trágico, individualista, autobiográfico y que denuncia la falta de comunicación entre los hombres.

## Teatro poético
Es aquel teatro en el que predominan las técnicas y los recursos de la poesía, el estilo y su lenguaje, más figurado que directo. Nace de la reacción contra el realismo y del simbolismo francés, y resulta muy variado. El primero en introducir el simbolismo al teatro fue Mauricio Maeterlinck (fines siglo XIX), quien se aparta del lenguaje vulgar del realismo, sustituyéndolo por uno cuidadoso, en el que abundan las imágenes. En esta línea, se destaca en España la obra de Federico García Lorca, quien estrecha íntimamente el Drama y la Lírica, por ejemplo, en la obra Bodas de sangre.

## Teatro político
En el teatro político predominan intenciones políticas o sociopolíticas. En esta línea se destaca la obra de Bertolt Brecht. Este expone en su obra una clara definición doctrinaria, la marxista. Su producción tiene por ello una intención pedagógica, busca con ella realizar una denuncia social y política. Critica las prácticas sociales de su entorno. En cuanto a la técnica teatral, busca el distanciamiento, que el público no pierda de vista que lo que está viendo es teatro, para que después pueda reflexionar sobre ello y extraer una lección. Por eso también se le llama a su obra “realismo no ilusionista”, ya que no quiere presentar al teatro como imitación de la vida, quiere dejar claras las fronteras ente realidad y ficción. También se denomina a su teatro como “épico”: en este tipo de teatro hay una preferencia por narrar el acontecimiento, los personajes exponen los hechos en vez de dramatizarlos, y los conflictos se conocen de antemano y frecuentes interrupciones impiden la tensión. En la obra de Brecht, Antígona (1948), reelaboración de la antigua tragedia griega de Sófocles, encontramos un ejemplo de este teatro de contenido social y político. En ella se realiza una denuncia tácita al régimen de Hitler.

## Teatro del absurdo

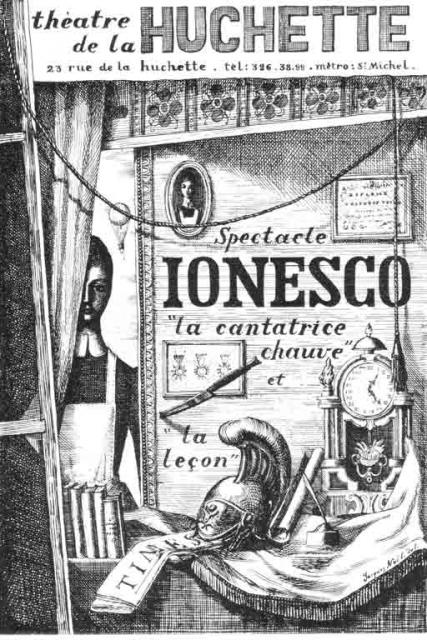
Ionesco-affiche

Otra de las principales modalidades del teatro del siglo XX es el teatro del absurdo. Se toma la palabra absurdo en el sentido que esta posee en contexto musical, donde significa "sin armonía". Se trataría de sugerir la irracionalidad de la condición humana, la falta de “armonía” entre el destino del hombre y algún orden verificable, previsible o permanente. Esta visión de la vida es presentada mediante el abandono de las convenciones escénicas, recurriendo, por ejemplo, a la devaluación del lenguaje (los significados deben surgir de las imágenes concretas y objetivas que se ofrecen en el escenario). Este lenguaje devaluado refleja la tragedia que ocasionaron los medios masivos de comunicación, en donde cada vez hay más palabras pero estamos cada vez más incomunicados. Un ejemplo de obra perteneciente a este movimiento es La cantante calva (1950), de Eugène Ionesco.

## Teatro experimental
Se trata de un teatro que se lanza a la búsqueda de nuevas formas de expresión, a trabajar sobre el actor y a cuestionar todos los elementos que componen el acto teatral. Es un teatro que generalmente se aleja del teatro comercial y que no se preocupa por una rentabilidad financiera. Se dedica a una constante experimentación, sin repetir los viejos esquemas ya definidos. Todo el teatro del siglo XX es una búsqueda de nuevas experiencias.

## Conclusión
Cada una de estas modalidades de Andrés, desde un enfoque diferente, buscaron apartarse de los postulados tradicionales y sus manifestaciones tienen valor como ruptura, como experimentación. Esto permite que una forma con tanta trayectoria como el teatro pueda seguir renovándose, abriendo nuevos caminos, acompañando los cambios del mundo en general, acercando al hombre a nuevas experiencias, poniéndolo en contacto con el arte y todo lo que este puede ofrecer, lo que puede hacernos sentir y ver sobre nosotros mismo. Todas estas modalidades han abierto camino para otras experimentaciones, para que el teatro siga creciendo.